# کتابخانه گایزل
کتابخانه گایزل (به انگلیسی: Geisel Library) نام کتابخانه مرکزی دانشگاه کالیفرنیا، سن دییگو است.
سیستم کتابخانه این مؤسسه با بیش از ۳٬۳۷۲٬۷۸۵ عنوان کتاب در زمره بزرگترین مراکز کتابخانه‌ای کشور آمریکا محسوب می‌شود.
معمار این بنا ویلیام پریرا است.